# Albert Sigurður Guðmundsson
|  | No s'ha de confondre amb Albert Guðmundsson. |

En aquest nom islandès, el darrer nom és un patronímic, no pas un cognom. La manera de referir-se a aquesta persona és pel nom de pila.
Albert Sigurður Guðmundsson   (Reykjavík, 5 d'octubre de 1923 - Reykjavík, 7 d'abril de 1994) és un exfutbolista islandès de les dècades de 1940 i 1950, entrenador i polític.
Fou 6 cops internacional amb la selecció islandesa.
Pel que fa a clubs, fou jugador, entre d'altres, de Rangers, Arsenal, Nancy i Milan.
El 1974 fou escollit membre de l'Alþingi (parlament islandès), representant Reykjavík. Competí per a ser president el 1980, perdent davant Vigdís Finnbogadóttir. El 1983 fou escollit Ministre de Finances, El 1985 fou escollit Ministre d'Indústria, on fou obligat a dimitir el 1987. Deixà el Partit per la Independència per la manca de suport que va tenir.